# 申比赫尔城堡
申比赫尔城堡（Schloss Schönbühel）是一座城堡，创建于12世纪初，位于奥地利下奥地利州梅尔克县的申比赫尔-阿格斯巴赫，在多瑙河右岸，梅尔克下游。

## 历史
城堡修建在多瑙河畔一块约40米高的岩石上，此处可能曾经建有古罗马堡垒。12世纪初，申比赫尔家族开始建造防御堡垒。 14世纪初，乌尔里希·冯·申比赫尔去世，该家族绝嗣。城堡归康拉德·冯·艾森伯特尔所有，不久后归梅尔克修道院所有。1396年，修道院院长路德维希将其出售给斯塔亨伯格兄弟（卡斯帕和冈达克）。在400多年的时间里，城堡一直属于斯塔亨伯格家族。1819年，路德维希·约瑟夫·格雷戈·冯·斯塔亨伯格于1819年将申比赫尔城堡和阿格斯泰因城堡一起出售给弗朗兹·冯·贝罗丁根伯爵，后者对城堡进行了翻修和部分重建。1930年，申比赫尔城堡出售给塞伦·阿斯邦家族。第二次世界大战期间曾被没收，战后被俄罗斯人占领，直到1955年归还。